# Château d'Odell
 (août 2025).
Si vous disposez d'ouvrages ou d'articles de référence ou si vous connaissez des sites web de qualité traitant du thème abordé ici, merci de compléter l'article en donnant les références utiles à sa vérifiabilité et en les liant à la section « Notes et références ».
Le château d'Odell est un château du XIe siècle situé dans le village d'Odell, dans le comté de Bedfordshire, en Angleterre.

## Histoire
Le terrain où se trouve le château d'Odell appartient à l'origine à Levenot, un thegn d'Édouard le Confesseur. À l'époque, la terre et le village s'appellent Wahull. Après l'invasion normande, Guillaume le Conquérant donne les terres, le manoir et le titre à Walter de Flandrensis (vers 1068). Walter est titré baron de Wahull et est donc enregistré sous le nom de Walter de Wahul. De Wahul construit un château à motte et bailey, avec un donjon en pierre, sur le terrain. La famille y vit pendant environ 400 ans.
En 1542, le titre s'éteint en l'absence d'héritier mâle et entre en possession d'Agnes Woodhall, 17 ans, une descendante de Wahul. À sa mort en 1575, il passe à son fils Richard Chetwood, qui le vend à William Alston en 1633. La famille est ensuite créé baronnets Alston d'Odell. Au moment de la vente, le château est déjà en ruine. Alston fait construire une nouvelle demeure, intégrant les vestiges du donjon, la motte ovale de l'ancien château encore soutenue par un mur de soutènement. Des modifications sont apportées par ses descendants au XVIIIe siècle. Il reste ainsi jusqu'au 24 février 1931, date à laquelle le manoir brûle. Un nouveau manoir est construit sur le site en 1962; il appartient actuellement à Lord Luke.
Les vieilles pierres sont utilisées dans la construction du nouveau manoir, mais sinon il reste peu de chose du château d'origine. Seuls les repères de coupe et les travaux de terrassement subsistent.